# Acokanthera oppositifolia
Acokanthera oppositifolia es un arbusto utilizado como fuente de veneno para flechas y recubrimiento de abrojos, ya que todas las  plantas del género Acokanthera contienen glucósidos cardiacos letales. Acokanthera oppositifolia es nativa de África meridional y central de la Provincia del Cabo y de zonas de República Democrática del Congo y Tanzania.

## Toxicidad
Todas las partes de la planta de las especies pertenecientes al género Acokanthera pueden contener glucósidos cardenólidos, tales como la ouabaína, cuya ingestión puede suponer un riesgo para la salud.

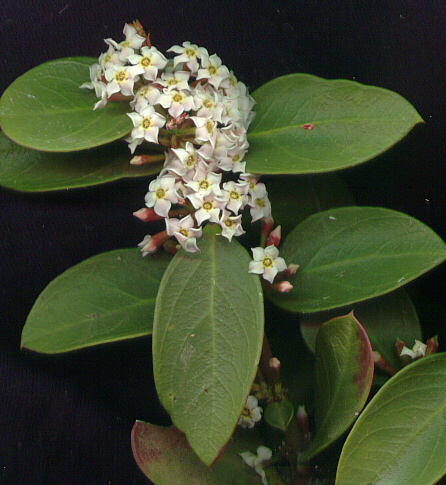